# Antonietta Brandeis

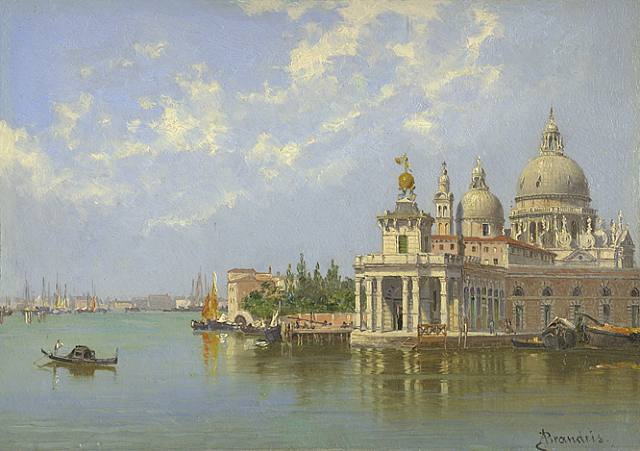
El Piazzetta, Venecia

Antonietta Brandeis también conocida como Antonie Brandeisova y Antonio Brandeis (13 de enero de 1848-20 de marzo de 1926), fue una paisajista italiana nacida en Galitzia, pintora de retratos así como de temas religiosos de retablos.

## Primeros años y formación inicial
Nació el 13 de enero de 1848, en Miscocon, Galicia en Europa del Este. La primera referencia bibliográfica de Antonietta Brandeis data de su adolescencia, donde es mencionada como una pupila del artista checo Karel Javurek de Praga. Después de la muerte de su padre, su madre, Giuseppina Dravhozvall se casó con el veneciano Giovanni Nobile Scaramella; aparentemente la familia se mudó poco después a Venecia. En 1867 se registró en la Academia de Bellas Artes de Venecia como estudiante de artes. Para entonces tenía diecinueve años y fue una de las primeras mujeres en recibir lecciones de bellas artes en Italia. De hecho, el Ministerio concedió a las mujeres el derecho legal a la educación en bellas artes en el año de 1875, para entonces Brandeis ya había terminado su educación en la Academia.

## Maestros
Entre los profesores de Brandeis en la Academia veneciana de Bellas artes se encuentran Michelangelo Grigoletti y Napoleone Nani para pinturas de la vida cotidiana, Domenico Bresolin para paisaje, Pompeo Marino Molmenti para pintar y Federico Moja para perspectiva. Hay evidencia de sus habilidades, reconocimientos y premios en Perspectiva y dibujos de la Vida Cotidiana durante sus primeros años de estudio. Brandeis continuó con excelencia y diligencia sus estudios durante los cinco años que pasó en la Academia, estuvo enlistada en los ganadores del premio de la Academia “Elenco alunni premiati Accademia Venezia in Atti della Reale Accademia di Belle Arti in Venezia degli anni 1866-1872”. Dentro de lista de los numerosos premios que obtuvo se encuentran los de Historia de Arte, Perspectiva, Dibujo de Vida Cotidiana, Paisaje y Dibujo Anatómico, Dibujo de Escultura, y “Clase de Pliegues”.

## Relación con Venecia
Es en la Academia de Venecia que Brandeis perfecciona sus habilidades como una paisajista y pintora de ciudades, meticulosa, con intricados y luminosos detalles  en la tradición del décimo octavo siglo "vedutisti". En 1870, aún como estudiante de la Academia realizó su primera exhibición; de la Società Veneta Promotrice di Belle Arti con la pintura al óleo Cascina della Madonna di Monte Varese. Está documentado que exhibió ocho pinturas durante los años 1872 a 1876 con la Società Veneta Promotrice di Belle Arti, ambos paisajes y escenas de género. En la exhibición de 1875 su paisaje Palazzo, Marin Falier fue vendida a M. Sala de Londres por 320 liras, un primer indicio del éxito que Brandeis conseguiría con coleccionistas extranjeros de su trabajo, particularmente de los visitantes ingleses y alemanes en Italia. Durante estos años, mostró dos pinturas en la exhibición florentina Promotrice Fiorentina. La primera pintura titulada "Góndola" es un sujeto que ella repite en nuevas variaciones a través de su carrera con gran éxito. La segunda, quizás una pintura de género, se titula “Buon dì!”  Las dos pinturas permanecieron sin vender y fueron presentadas en la misma exhibición al siguiente año junto con otras dos pinturas de género.
En 1876 y 1877 exhibió tres paisajismos de Venecia en la Promotrice Veneta, que le vendió a coleccionistas foráneos. En noviembre de 1877 Brandeis mostró la gran pintura Palazzo Cavalli a Venezia en la exhibición de la Sociadad de las Bellas Artes Húngaras en Budapest. En ambas Florencia y Budapest, Brandeis mostró su trabajo bajo el nombre de "Antonio Brandeis". El biógrafo De Gubernatis explicó el cambio de nombre: "sus primeras obras recibieron elogios y críticas, ella aceptó las críticas, pero al ser elogiada por ser mujer se molestó así que comenzó a exhibir su obra como Antonio Brandeis”
Durante los años de 1878 a 1893 pintó y exhibió numerosas obras, principalmente escenas de Venecia, y a pesar de que ella residía principalmente en esa ciudad, también viajó y pintó en Verona, Florencia y Roma. Exhibió también sus obras en Venecia, Florencia, Turín, Milán, y Roma. En 1880 se presentó en la Exposición Internacional de Melbourne con tres pinturas: Palazzo Cavalli, Un Balcón en Venecia y La Buranella -nativa de La isla de Burano cerca de Venecia.
Brandeis fue una pintora prolífica que replicó constantemente sus obras más populares con mínimas variaciones. Fue representada en Venecia por los fotógrafos del estudio Naya en la Plaza San Marco y en Campo San Maurizio y en Florencia colaboró con el distribuidor de fotografía Giovanni Masini.
Durante este intenso periodo de pintar paisajismo al aire libre y escenas de género, Brandeis también fue documentada en De Gubernatis como una pintora de altares religiosos. Muchas de estas pinturas de altares pueden ser encontradas en la Isla de Korcula en Croacia. Dos son visibles en la iglesia Parroquia de Smokvica y en la iglesia de San Vitus en Blato. En la Sacristía de la Catedral de Korcula esta la Madonna con el Cristo niño pintado por Brandeis. Para la misma iglesia ella pintó una copia del panel central del tríptico de Giovanni Bellini  tríptico de la iglesia veneciana de Santa Maria dei Frari Gloriosa (1488). En 1899, para el altar mayor de la capilla de San Lucas, que muestra colores brillantes y empastes libres típicos de sus pinturas al óleo al aire libre.
El 27 de octubre de 1897 a la edad de 49 años, Brandeis se casó con el veneciano Antonio Zamboni, un caballero y oficial de la Corona italiana y caballero de la Orden de SS. Maurizio y Lazzaro. La pareja continuó residiendo en Venecia, Florencia y Roma aunque más esporádicamente y con menos trabajos que antes. Aunque participó en la Exposición Internacional de Acuarelistas de Roma en 1906 con un "Estudio" y en la Società Promotrice delle Belle Arti en Florencia en 1907 y 1908 con dos óleos. De Gubernatis cita a Brandeis quien dice en 1906 que "A pesar de residir en Venecia soy una extranjera, y en ocasiones no he participado en exhibiciones italianas, mandando todas mis obras a Londres".  Antonio Zamboni murió el 11 de marzo de 1909 a partir de entonces Brandeis residió principalmente en su hogar florentino en Via Mannelli, continuando sus pinturas en sus estudio hasta el día de sus muerte al 20 de marzo de 1926.

## Legado
De acuerdo a su última voluntad y testamento, fechado el 1 de enero de 1922, y preservado en los archivos de la Fundación del hospital Innocenti, Brandeis dejó la mayor parte de sus legado a los huérfanos, incluidos sus cuadernos de bocetos, sus obras de arte aún son de su posesión, excepto por cuatro pinturas para las cuales ella dejó dinero para que fueran bien enmarcadas  y dadas a la Galería de Arte Moderno del Palacio Pitti.  Laura Capella, hija de su querida amiga y colega Giullia Capella, pintó el retrato de Brandeis en 1924 que permanece en el Salón de Benefactores en el Instituto Innocenti. La mayoría de las obras de Brandeis fueron vendidas en una subasta pública en diciembre de 1926, pero el Instituto Innocenti aún conserva al menos doce de sus pinturas al óleo, así como numerosas acuarelas y bocetos, que proporcionan mucha información sobre la técnica e pintura del artista.
Así como el Instituto Innocenti y la Galería de arte del Palacio Pitti en Florencia, los trabajos de Antonietta Brandeis se encuentran en colecciones privadas en distintas partes del mundo. También pueden ser encontrados en el Museo de Arte de la Universidad de Virginia, el Museo de Ciudad de Gloucester y Galería, el Museo Revoltella en Triste y en la Isla de Korcula, Croacia ( en la capilla de San Lucas, en el cementerio de Korcula, la Catedral de Korcula, la Iglesia de San Vitus en Blato y la Parroquia de Smokvica).

## Exposiciones sobre la artista
- De junio de 2012 al 28 de octubre de 2012, Florencia a través de los Ojos del Artista, de Signorini a Rosai, exposición en el Palacio Pitti, Galería de Arte Moderno, 7.º “La Sala Niobe en el Uffizi” por Antonietta Brandeis. Una de las cuatro pinturas donadas al Palacio Pitti por la artista en su muerte en 1926, este pequeño óleo sobre cartulina (29 x 35 cm) Describe una artista femenina comprometida con la pintura de vida en la Sala del Niobe, una de las Salas más famoasa de la Galería Uffizi. La pintura es una representación extremadamente fiel del arreglo de la habitación en el tiempo, evidenciada por un periodo fotográfico en los archivos de la Ciudad de Florencia. De hecho, la artista probablemente pasó tiempo en el Uffizi haciendo auto copias.

- Del 13 al 21 de febrero de 2010 Antonietta Brandeis (1848-1926). Vedute dell’Ottocento al femminile. Dipinti di una collezione privata, Exhibición Modenantiquaria de los noventa y ocho trabajos de Antonietta Brandeis, la primera gran muestra de las obras esta artista. Muestra dirigida por Paolo Serafini, también autor del catálogo. Curador Ejecutivo Gianluca Colombo.